# Sega Arcade Gallery
Sega Arcade Gallery est une compilation de  jeux vidéo développé par Bits Studios et édité par Sega, sorti en 2003 sur Game Boy Advance.

## Titres inclus
- After Burner
- Out Run
- Space Harrier
- Super Hang-On

## Accueil
- Eurogamer : 3/10[1]
- GameSpot : 7,9/10[2]
- Jeuxvideo.com : 13/20[3]